# Mucopolissacaridose tipo I
Mucopolissacaridose tipo I (MPS I), Síndrome de Hurler e Síndrome de Scheie, é uma doença metabólica rara de origem genética (deleção do gene 4p16.3) caracterizada pela falta da enzima α-L-iduronidase resultando em acúmulo de longas moléculas de açúcar chamadas originalmente de mucopolissacarídeos (atualmente mais conhecidas como glicosaminoglicanos ou GAGs). Tem uma incidência estimada em cerca de 1 a cada 80.000 habitantes.

## Classificação
Mucopolissacaridose tipo I era originalmente dividida em três categorias:
- Síndrome de Hurler: Mais grave, envolve danos ao cérebro e coração e os sintomas começam nos primeiros anos de vida, cerca de metade dos casos;
- Síndrome de Hurler-Scheie: Moderada, forma intermediária, cerca de 40% dos casos;
- Síndrome de Scheie: Mais leve, os sintomas começam depois dos 5 anos e tem progressão mais lenta, permitindo ao portador sobreviver até a idade adulta, porém é a forma mais rara, com cerca de 10% dos casos.

## Causas

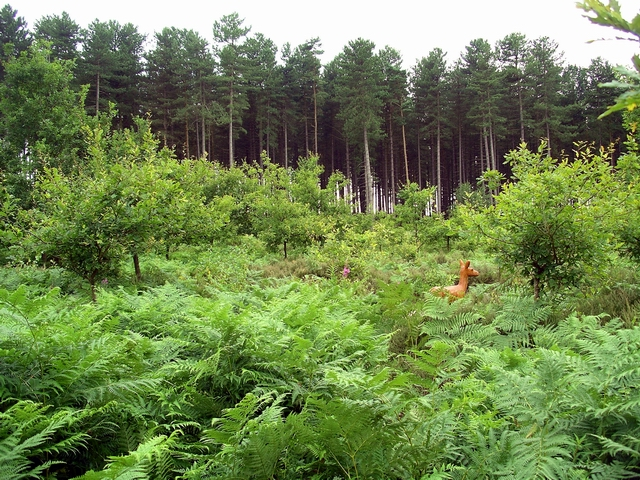
Floresta da infância (Childhood Wood) dedicada a crianças com MPS. Cada árvore foi plantada em homenagem a uma criança.

Pessoas com mucopolissacaridose não produzem a enzima alfa-L-iduronidase lisossômica, uma proteína necessária para quebrar as longas cadeias de moléculas de açúcar chamadas glicosaminoglicanos (anteriormente chamado mucopolissacarídeos). Estas moléculas são encontrados em todas partes do corpo que precisam de lubrificação, como por exemplo no fluido em torno das principais articulações (Líquido sinovial) e no fluido do sistema nervoso central (Líquido cefalorraquidiano). Sem a enzima para reciclá-los, os glicosaminoglicanos acumulam-se nos órgãos, incluindo no coração e cérebro, e causam danos progressivos.

## Sinais e sintomas
O início dos sintomas ocorre entre o primeiro e oitavo ano de vida que se agravam a cada ano e incluem  http://www.nlm.nih.gov/medlineplus/spanish/ency/article/001204.htm</ref>:
- Opacidade da córnea;
- Problemas de audição;
- Menor crescimento;
- Problemas cardíacos;
- Problemas articulares, incluindo rigidez;
- Atraso intelectual;
- Hepatoesplenomegalia;
- Traços faciais característicos com ponte nasal baixa, testa protuberante, dentes separados e língua grossa (gargolismo);
- Deformidades ósseas principalmente na coluna vertebral, crânio e mãos.

A média de sobrevivência é de 11 anos, sendo a causa de morte geralmente por obstrução das vias aéreas superiores, insuficiência cardíaca ou infecções do trato respiratório.

## Tratamento
Terapia de Reposição Enzimática especificamente para MPS I, tem se mostrado útil na redução dos sintomas não neurológicos. A farmacêutica BioMarin fornece terapia para MP com laronidase (Aldurazyme) comercializado pela empresa Genzyme e pode ser administrado por via endovenosa.
Transplante de medula óssea (TMO) e transfusão de sangue do cordão umbilical também podem ser utilizados para prover as enzimas necessárias e estimular sua produção pelo organismo do portador. Características físicas anormais, exceto aqueles que afetam, o esqueleto e os olhos, podem ser melhorados, e a degeneração neurológica pode ser interrompida muitas vezes. Porém são procedimentos de alto risco com altas taxas de morbidade e mortalidade.
Cirurgias para a córnea, hérnias e articulações podem diminuir a gravidade dos sintomas, mas todas cirurgias tem risco de morte. Além do tratamento medicamentoso, é recomendado uma terapia multidisciplinar que dependendo dos sintomas apresentados pode envolver além dos médicos também fisioterapeuta, dentista, fonoaudiólogo e/ou psicólogo. Espera-se que no futuro próximo possa ser tratada também com terapia genética.